# Arianops alticola
Arianops alticola är en skalbaggsart som beskrevs av Barr 1974. Arianops alticola ingår i släktet Arianops och familjen kortvingar. Inga underarter finns listade i Catalogue of Life.